# Leptogenys strator
Leptogenys strator är en myrart som beskrevs av Bolton 1975. Leptogenys strator ingår i släktet Leptogenys och familjen myror. Inga underarter finns listade i Catalogue of Life.